# Sally-Anne Stapleford
Sally-Anne Martine Stapleford (* 7. Juli 1945 in Worthing, England) ist eine ehemalige britische Eiskunstläuferin, die im Einzellauf startete.
Staplefords Vater war der Eishockeyspieler und Trainer Harvey Stapleford. Ihr Großvater mütterlicherseits war der Komödiant Charlie Naughton.
Stapleford, die britische Meisterin von 1964 bis 1968, gewann bei der Europameisterschaft 1965 in Moskau die Silbermedaille hinter der Österreicherin Regine Heitzer. Bei Weltmeisterschaften war ihr bestes Ergebnis der sechste Platz im gleichen Jahr. Zweimal nahm Stapleford an Olympischen Spielen teil. 1964 und 1968 belegte sie jeweils den elften Platz.
Nach dem Ende ihrer Wettkampfkarriere wurde sie Schiedsrichterin bei der Internationalen Eislaufunion (ISU). Zwischen 1988 und 2002 war sie Mitglied des technischen Komitees der ISU und davon von 1992 bis 2002 Vorsitzende. Seit 1995 ist sie außerdem die Vorsitzende des britischen Eiskunstlaufverbandes NISA. Im Zuge des olympischen Skandals in der Paarkonkurrenz 2002 musste sie ihr Amt bei der ISU aufgeben. In der Folge gründete sie mit anderen den Welt-Eiskunstlauf-Verband WSF, der die ISU allerdings nicht verdrängen konnte. Stapleford blieb eine ausgesprochene Kritikerin der Politik der ISU, insbesondere des neuen Bewertungssystems und der damit verbundenen Anonymität der Punktrichter.

## Ergebnisse
| Wettbewerb / Jahr         | 1963 | 1964 | 1965 | 1966 | 1967 | 1968 |
| ------------------------- | ---- | ---- | ---- | ---- | ---- | ---- |
| Olympische Winterspiele   |      | 11.  |      |      |      | 11.  |
| Weltmeisterschaften       |      | 8.   |      | 13.  | 6.   |      |
| Europameisterschaften     | 5.   | 4.   | 2.   | 7.   | 4.   | 5.   |
| Britische Meisterschaften | 3.   | 1.   | 1.   | 1.   | 1.   | 1.   |